# Gournah (village)
Gournah est le nom donné à un groupe de trois villages situés sur la rive occidentale du Nil, en face de Louxor : Vieux-Gournah, Nouveau-Gournah et Cheikh Abd el-Gournah.

## Historique de l'utilisation du nom Gournah
Le nom de Gournah signifie « un promontoire » ou « une pointe de montagne ».
Émile Amélineau l'identifie à l'ancien Pekolol (copte : ⲡⲕⲟⲗⲟⲗ). Le nom de Gournah est mentionné pour la première fois par Protais et Charles François d'Orléans, deux frères missionnaires capucins voyageant en Haute-Égypte en 1668. Les écrits de Protais relatant leur voyage ont été publiés par Melchisédech Thévenot (Relations de divers voyages curieux, éditions des années 1670-1696) et Johann Michael Vansleb (The Present State of Egypt, 1678).
Les références à Qurna, Gurna, Kournou, Gourna, El-Ckoor’neh, Gourne, el Abouab, El-Goor’neh ou à de nombreuses autres variantes dans la littérature d’avant les années 1940 désignent un vaste ensemble urbain s’étendant approximativement du Ramesséum au temple de Séthi Ier, à l’est des collines thébaines. Ces noms incluent les toponymes actuels de Cheikh Abd el-Gournah, El-Assasif, El-Khokha, Dra Abou el-Naga et Gournah.
Aux XVIIIe, XIXe et XXe siècles, les visiteurs et voyageurs de la région utilisent rarement ce nom de manière cohérente, et tout ce qui se situe entre Médinet Habou et les tombeaux d’El-Tarif peut parfois être mentionné comme faisant partie d’une communauté de Gournah.
Une référence au « Temple de Gournah » (ou autre variante) est dans la plupart des cas une référence au Ramesséum, dans une moindre mesure au temple de Séthi Ier et, plus rarement, une référence aux temples funéraires presque détruits de Ramsès IV, Thoutmôsis III ou Thoutmôsis IV.

## Villages

### Vieux-Gournah
Gournah est un village abandonné situé à environ cent mètres à l'est du temple de Séthi Ier. Jusqu'au début du XIXe siècle, la communauté comprenait au moins une partie du temple de Séthi Ier. Plusieurs voyageurs, dont Richard Pococke ou Sonnini de Manoncourt, citent même un cheikh de Gournah. Edward William Lane rapporte en 1825 que le village était abandonné et qu'il n'y avait plus un seul habitant,. Des commentaires d'Isabella Frances Romer suggèrent que la réinstallation a commencé à la fin des années 1840. Hassan Fathy affirme que les habitants de Gournah vivaient dans la pauvreté et pillaient donc les tombes anciennes pour subvenir à leurs besoins. Les familles des villageois s'installaient sur les tombes choisies pour y construire leurs maisons. Les villageois construisaient le long des tombes, car celles-ci faisaient partie intégrante de la maison. Les objets pillés étaient vendus ou conservés près des maisons des villageois. Afin de mettre fin au pillage, le Service des Antiquités égyptiennes a exproprié les terres sur lesquelles vivaient les habitants et a décidé de les déplacer vers un nouveau village, conçu et construit par Hassan Fathy lui-même. Aucune maison du village ne ressemble à une autre. Les habitants avaient construit et façonné les maisons et tout le mobilier à l'intérieur ; y compris toutes sortes de chaises, tables, lits.
Deux frères du village, Ahmed et Mohamed Abd el-Rassoul, en 1871, en recherchant une chèvre égarée, découvrirent une ouverture creusée dans le roc. En s’y glissant, Ahmed se trouva face à une véritable mine d’or pour sa famille qui, durant dix ans, écoulèrent les antiquités qu’ils prenaient de manière mesurée : il s'agissait de la cachette royale TT320.

### Nouveau-Gournah
Le nouveau village de Gournah a été construit entre 1946 et 1952 par l'architecte égyptien Hassan Fathy, à mi-chemin entre les Colosses de Memnon et el-Gezira, sur le Nil, sur la route principale menant à la nécropole thébaine, afin d'héberger les habitants du village forcés d'abandonner leurs habitations. Le nouveau village a permis de reloger les villageois, mais elle a également servi d'expérimentation : l'objectif était de construire des bâtiments économiques et respectueux de l'environnement. L'ancien Gournah présentait une végétation rare en raison des difficultés d'accès à l'eau. Le Nouveau-Gournah a été conçu pour être meilleur que l'ancien village et résoudre ces problèmes d'accès à l'eau. Le nouveau village a été construit près du Nil, favorisant ainsi l'utilisation de la végétation. Le village étant dépourvu d'électricité, des techniques de climatisation et de chauffage ont été mises en place. Par temps chaud, la fraîcheur est préservée dans les maisons. Par temps frais, les maisons restent assez chaudes. La conception, qui combinait matériaux et techniques traditionnels avec des principes modernes, n'a jamais été achevée et une grande partie du tissu du village a depuis été détruite ; il ne reste aujourd'hui du Nouveau-Gournah d'origine que la mosquée, le marché et quelques maisons. De nombreux bâtiments avaient des fondations en pierres de sel. En raison de la forte humidité, ces pierres se dissolvaient, provoquant l'effondrement de la structure des maisons. Les villageois devaient donc réparer leurs maisons tous les deux ou trois mois pour qu'elles restent intactes. Le patrimoine mondial de l'UNESCO souhaite préserver cet important site architectural ; le Fonds mondial pour les monuments a inscrit Nouveau-Gournah sur la Liste des sites les plus menacés en 2010 du World Monuments Watch.

### Cheikh Abd el-Gournah
Le village est un ensemble de logements construits dans et autour des caves de la montagne situées à environ deux-cents mètres au nord du Ramesséum. Edward William Lane raconte que les habitants ont emménagé sur ce terrain depuis le village de Gournah, qu'ils ont abandonné lorsque les Mamelouks se sont retirés de la région après leur défaite face aux forces de Méhémet Ali au début du XIXe siècle. Ce terrain est depuis soixante ans le théâtre d'un âpre conflit entre les propriétaires d'origine et le gouvernement égyptien, car il se trouve sur une zone archéologique faisant partie de la vallée des Nobles.